# Gero von Wilpert
Gero von Wilpert (13. března 1933, Tartu, Estonsko – 24. prosince 2009, Sydney) byl německý spisovatel a literární teoretik.

## Životopis
Wilpert studoval v letech 1953 až 1957 literaturu, klasickou filologii a filozofii na heidelberské univerzitě. Po dlouholeté praxi lektora nakladatelství ve Stuttgartu (1957–1972) se stal profesorem německé literatury v Sydney.
Jeho Sachwörterbuch der Literatur se stala od prvního vydání v roce 1955 jednou z nejpoužívanějších referenčních příruček německé literatury.

## Dílo
- Sachwörterbuch der Literatur.
- Der verlorene Schatten. Kröner, 1978, ISBN 3-520-70101-4.
- Deutsches Dichterlexikon. 1988, ISBN 3-520-28803-6.
- Erstausgaben deutscher Dichtung. spoluautor Adolf Gühring. 1967.
- Die deutsche Gespenstergeschichte. 1994, ISBN 3-520-40601-2.
- Goethe-Lexikon. 1998, ISBN 3-520-40701-9.
- Schiller-Chronik. Sein Leben und Schaffen. 2000, ISBN 3-15-018060-0.
- Deutschbaltische Literaturgeschichte. C.H. Beck, Mnichov 2005, ISBN 3-406-53525-9.
- Die 101 wichtigsten Fragen: Goethe. C.H. Beck, Mnichov 2007, ISBN 978-3-406-55872-6.
- Die 101 wichtigsten Fragen: Schiller. C.H. Beck, Mnichov 2009, ISBN 978-3-406-58687-3.

## Vydavatel
- Lexikon der Weltliteratur. 1963.